# Transunión Mallorca S.L.
Transunión Mallorca és una empresa de transport de passatgers de Mallorca.